# Володар бліх
«Володар бліх. Казка, що складається з семи пригод двох друзів» (нім. Meister Floh. Ein Mährchen in sieben Abentheuern zweier Freunde) — іронічний казково-фантастичний роман німецького письменника-романтика Ернста Теодора Амадея Гофмана. Твір написано у 1821-1822 роки, і став останнім великим твором автора.

## Сюжет
Події роману відбувається у Франкфурті-на-Майні. Головний персонаж — дивак Перегрінус Тис, що живе усамітненим життям та уникає жінок, але несподівано виявляється втягнутим у таємничу гру містичних сил. Кожен персонаж роману має свого окультного двійника. У повсякденному житті це службовці, ремісники, комівояжери та вчені, а в містичному плані — це маги і генії, персоніфікації таємничих сил природи, рослин, мінералів тощо.
У Різдвяну ніч, Тис, уявивши себе маленьким хлопчиком, влаштовує собі свято та купляє силу-силенну солодощів та іграшок, які потім роздає дітям бідняків. Тієї ж ночі він зустрічає таємничу незнайомку, яка зізнається йому в коханні та вимагає повернути їй в'язня, якого ніби-то врятував сам Тис.
Виявляється, що сам того не усвідомлюючи Тис дав притулок володарю бліх, який до цього був бранцем містичного двійника нідерландського натураліста Левенгука. Незнайомка, що представляється як Дертьє Ельвердінк, в окультному плані є принцесою Гамагеєю з Фамагусти, яку підступно вбив принц п'явок. Проте, спільними зусиллями Володаря бліх, професора ван Левенгука, генія Тетеля і будяка Цегеріта її вдається врятувати. Кожен з цих персонажів претендує на прекрасну принцесу. Кожний з учасників цієї колізії виступає й як людина зі світу повсякденності.
Внаслідок численних пригод Перегрін Тис набуває знання про себе самого як містичного короля Секакісе, що володіє могутнім талісманом.

## Історія публікації
Під час підготовки рукопису Гофман був уже важко хворий. Коли на початку 1822 року роман був зданий в друк, виданню романа опиралася прусська цензура, угледівши в одному епізоді «Володаря бліх» сатиру на громадські порядки в країні. У зв'язку з цим з остаточного варіанту четвертого і п'ятого пригод при публікації довелося вилучити великі шматки, присвячені слідчому Кнаррпанті, образ якого імовірно міг відсилати до особистості начальника поліції Капмца. Справа про образу влади набула серйозних обертів, однак Гофман уникнув переслідування через сильне погіршення здоров'я за яким настала смерть.
У відновленому вигляді роман був опублікований тільки в 1906 році дослідником Георгом Еллінгером.